# Поляков Василь Іванович
Василь Іванович Поляков (10 грудня 1913, село Леонідово Суджанського повіту Курської губернії, тепер Суджанського району Курської області, Російська Федерація — 1 березня 2003, місто Москва) — радянський партійний діяч, секретар ЦК КПРС з 23 листопада 1962 по 16 листопада 1964 року. Депутат Верховної Ради СРСР 6-го скликання (1962—1966). Член ЦК КП(б) Молдавії у 1941—1949 роках. Кандидат у члени ЦК КПРС у 1961—1962 роках. Член ЦК КПРС у 1962—1966 роках.

## Життєпис
Народився 10 грудня 1913 року в селянській родині в селі Леонідово Суджанського повіту Курської губернії. З 1927 року наймитував у заможних селян, працював у колгоспі, у 1928—1933 роках навчався в школі і технікумі.
У 1933 році закінчив Воронезький сільськогосподарський технікум.
У 1933—1935 роках працював агрономом колгоспу, агрономом машинно-тракторної станції (МТС).
З 1938 року перебував на журналістській (редакційній) роботі. У 1938—1941 роках — завідувач відділу, заступник відповідального редактора газети «Социалистическое земледелие».
У 1939 році закінчив Ленінградський інститут журналістики.
Член ВКП(б) з 1939 року.
У 1941 році — відповідальний редактор республіканської газети «Советская Молдавия».
У 1941-1946 роках — у Червоній армії, учасник німецько-радянської війни. З серпня 1941 року служив в політичному управлінні Південного фронту, був прикомандирований до 15-ї стрілецької дивізії. З травня 1942 року — інспектор політичного відділу 4-ї повітряної армії, потім — редактор армійської газети «Крылья Советов» 4-ї повітряної армії.
У 1946—1960 роках — завідувач сільськогосподарського відділу, заступник редактора, редактор по сільськогосподарському відділу, член редакційної колегії (з 1954 року) газети «Правда».
У 1960—1962 роках — головний редактор газети «Сельская жизнь».
У листопаді 1962 — листопаді 1964 року — завідувач відділу сільського господарства ЦК КПРС по союзних республіках.
Одночасно, 23 листопада 1962 — 16 листопада 1964 року — секретар ЦК КПРС та Голова Бюро ЦК КПРС по керівництву сільським господарством.
У листопаді 1964—1984 роках — заступник головного редактора, відповідальний секретар щотижневика ЦК КПРС «Экономическая газета».
З 1984 року — на пенсії в Москві. Похований на Ваганьковському цвинтарі.

## Звання
- підполковник

## Нагороди
- три ордени Леніна (11.01.1958, 4.05.1962, 9.12.1963)
- орден Трудового Червоного Прапора (9.12.1983)
- орден Червоного Прапора (6.06.1945)
- орден Вітчизняної війни I ступеня (27.02.1945)
- два ордени Вітчизняної війни II ступеня (22.07.1944, 11.03.1985)
- орден Червоної Зірки (13.02.1943)
- медаль «За трудову доблесть» (25.12.1959)
- медалі